# 8077 Гойл
8077 Гойл (8077 Hoyle) — астероїд головного поясу, відкритий 12 січня 1986 року.
Тіссеранів параметр щодо Юпітера — 3,305.